# Yale, British Columbia
Yale är en ort i Kanada.   Den ligger i provinsen British Columbia, i den södra delen av landet, 3 400 km väster om huvudstaden Ottawa. Yale ligger 65 meter över havet och antalet invånare är 186.
Terrängen runt Yale är huvudsakligen bergig, men den allra närmaste omgivningen är kuperad. Yale ligger nere i en dal som går i nord-sydlig riktning. Trakten runt Yale är nära nog obefolkad, med mindre än två invånare per kvadratkilometer.. Närmaste större samhälle är Hope, 19,9 km söder om Yale. 
I omgivningarna runt Yale växer i huvudsak barrskog.